# Hoplodoris nodulosa
Hoplodoris nodulosa is een slakkensoort uit de familie van de Discodorididae. De wetenschappelijke naam van de soort is voor het eerst geldig gepubliceerd in 1864 door Angas.